# Fahriye Sultan
 (juillet 2024).
Si vous disposez d'ouvrages ou d'articles de référence ou si vous connaissez des sites web de qualité traitant du thème abordé ici, merci de compléter l'article en donnant les références utiles à sa vérifiabilité et en les liant à la section « Notes et références ».
Pour les articles homonymes, voir Sultan (homonymie).
Fahriye Sultan est une princesse de l'Empire Ottoman, née vers 1540 à Istanbul[réf. nécessaire] et morte vers 1640[réf. nécessaire] dans la même ville, fille de Mourad III.

## Adaptations télévisuelle
- Magnificent Century Kösem avec Gülcan Arslan (tr). La série en fait une fille de Safiye Sultan.